# Przezmir
Przedmir, Przezmir – staropolskie imię męskie, złożone z członów Przed-, Przez- ("przez coś, dzięki czemuś") i -mir ("pokój, spokój, dobro"). Być może oznaczało "kogoś, kto swoje istnienie zawdzięcza pokojowi".